# Dzitás
Dzitás là một đô thị thuộc bang Yucatán, México. Năm 2005, dân số của đô thị này là 3443 người.